# 馬爾特尼夫卡 (普里盧基區)
50°59′53″N 32°37′28″E / 50.99806°N 32.62444°E
馬爾特尼夫卡（烏克蘭語：Мартинівка），是烏克蘭北部切爾尼戈夫州普里盧基區帕拉菲伊夫卡市镇内的村落。始建於1500年，面積4.41平方公里，海拔高度138米，2001年人口794，人口密度每平方公里180人。